# 2015
| 2015                                                         |
| ------------------------------------------------------------ |
| Dødsfald - Fødsler                                           |
| • Begivenheder • Film • Litteratur • Musik • Politik • Sport |

| Gregoriansk kalender | 2015 MMXV               |
| Ab urbe condita      | 2768                    |
| Armensk kalender     | 1464 ԹՎ ՌՆԿԴ            |
| Kinesiske kalender   | 4711 – 4712 甲午 – 乙未 |
| Etiopisk kalender    | 2007 – 2008             |
| Jødisk kalender      | 5775 – 5776             |
| Hindukalendere       |                         |
| - Vikram Samvat      | 2070 – 2071             |
| - Shaka Samvat       | 1937 – 1938             |
| - Kali Yuga          | 5116 – 5117             |
| Iransk kalender      | 1393 – 1394             |
| Islamisk kalender    | 1437 – 1438             |

2015 (MMXV) begyndte på en torsdag. Påsken faldt dette år den 5. april.
Regerende dronning i Danmark: Margrethe 2. 1972-2024
Se også 2015 (tal)

## Begivenheder

### Januar
- 1. januar - I Litauen afløser euroen litas som valuta
- 2. januar - Cement-transportskibet Cemfjord synker i hårdt vejr i farvandet mellem Skotland og Orkneyøerne med 8 om bord, som menes omkommet.
- 7. januar - Terrorangreb i Paris. Det satiriske magasin Charlie Hebdos redaktion, beliggende i det centrale Paris, angribes af tre bevæbnede gerningsmænd, der under angrebet dræber 12 og sårer 11
- 10. januar - Stormen Egon rammer det nordvestlige Europa, herunder Danmark, hvor de højeste vindstød måles til 35 m/s.
- 11. januar - Kolinda Grabar-Kitarović vinder præsidentvalget i Kroatien over den siddende præsident Ivo Josipović.
- 12. januar - Cristiano Ronaldo vinder for andet år i træk afstemningen FIFA Ballon d'Or og kåres til Verdens bedste fodboldspiller.
- 14. januar - Giorgio Napolitano trækker sig på grund af helbredsmæssige årsager som italiensk præsident
- 22. januar - Ved et statskup i Yemen styrter den shia-muslimske oprørsbevægelse Houthis Yemens præsident og regering.
- 23. januar - Prins Salman overtager tronen i Saudi-Arabien efter Kong Abdullah, der dør 90 år gammel.
- 25. januar - Grækenland afholder parlamentsvalg
- 31. januar - Sergio Mattarella vælges af Italiens parlament som præsident.

### Februar
- 1. februar - Frankrig vinder VM i håndbold for herrer ved at finalebesejre Qatar med 25-22. Polen vinder bronze.
- 1. februar - Det amerikanske fodboldhold New England Patriots vinder den 49. udgave af Super Bowl over Seattle Seahawks.
- 4. februar - TransAsia Airways Flight 235 styrter ned i Taipei i Taiwan
- 7. februar - Anti Social Media vinder Dansk Melodi Grand Prix med sangen "The Way You Are" og bliver dermed årets danske bidrag til Eurovision Song Contest i Wien.
- 7. februar - Slovakiet afholder folkeafstemningen om homoseksuelle vielser.
- 7. februar - Stormen Ole rammer Norge med vindstød op mod 35-45 m/s.
- 8. februar - Parlamentsvalget i Nigeria udsættes af præsident Goodluck Jonathan på grund af uroligheder.
- 10. februar - Udvidelsen af Køge Bugt Motorvejen (E20 / E47 / E55) fra 6 til 8 spor imellem Greve og Solrød Syd åbner for trafik.
- 10. februar - Den malaysiske oppositionsleder Anwar Ibrahim idømmes fem år i fængsel efter landets forbundsdomstolen stadfæster sin dom for sodomi.
- 11. februar - For sin rolle i Costa Concordia-forliset, hvor 32 af de 4229 ombordværende omkom, idømmes kaptajnen, Francesco Schettino, 16 års fængsel for uagtsomt manddrab.
- 14. februar - Ved et skuddrama i København bliver tre personer dræbt, heraf den ene efter ildkamp med politiet, og fem politibetjente såres.
- 25. februar - I Toldsagen dømmes fire journalister for injurier mod den færøske finansminister Jørgen Niclasen.
- 27. februar - Den russiske oppositionspolitiker Boris Nemtsov myrdes på åben gade i Moskva.

### Marts
- 1. marts - Ved Estlands parlamentsvalg vinder det regerende Eesti Reformierakond.
- 1. marts - Tadsjikistan afholder parlamentsvalg.
- 1. marts - Andorra afholder parlamentsvalg.
- 6. marts - Den islamiske organisation ISIS iværksætter omfattende ødelæggelser i det historiske område Nimrud.
- 6. marts - Rumsonden Dawn går i kredsløb om dværgplaneten Ceres.
- 20. marts – total solformørkelse over det nordlige Atlanterhav, 84 % i Danmark.
- 25. marts - Saudi-Arabien påbegynder luftangreb i Yemen efter landets præsident er flygtet fra oprører.
- 28. marts - Nigeria afholder præsident- og parlamentsvalg omkring to måned senere end planlagt.
- 29. marts - Islam Karimov genvinder posten som præsident ved valget i Usbekistan.

### April
- 9. april er det 75 år siden, at nazistiske tropper i tusindvis rykkede over grænsen til lands, vands og i luften og besatte Danmark.
- 15. april - Microsoft-ejede Nokia overtager den fransk baserede telekommunikationsvirksomhed Alcatel-Lucent for 116 milliarder kroner(€15.6 milliarder).
- 20. april - Centerpartiet vinder Rigsdagsvalget i Finland med 21,1 procent af stemmerne
- 25. april - Mere end 9.000 personer omkommer under et kraftigt jordskælv i Nepal

### Maj
- 1. maj - Expo 2015 åbner i Milan
- 7. maj - Parlamentsvalg afholdt i Storbritannien. I et chokresultat vinder Premierminister David Camerons Konservative Parti et flertal, og ender med 330 mandater. Ed Milibands Labour får tilbagegang på 232, da det Skotske Nationalparti vandt 56/59 mandater i Skotland.[1]
- 10. maj - Bridgewalking (Brovandring) indvies på den gamle Lillebæltsbro.

### Juni
- Helle Thorning Schmidt på Folkemødet, Bornholm, 12. juni 20155. juni - Hundredeåret for kvinders stemmeret i Danmark
- 11. juni - en uges Folkemøde på Bornholm starter
- 18. juni – Folketingsvalg afholdes i Danmark, Grønland og Færøerne. Blå blok opnår 90 mandater
- 26. juni - Kuwait, Frankrig og Tunesien rammes af, hvad der formodes at være terrorangreb
- 28. juni – Lars Løkke Rasmussen bliver Danmarks statsminister med dannelsen af en regering udelukkende med ministre fra Venstre

### Juli
- 13. juli Anden etape af Frederikssundmotorvejen (primærrute 17) imellem Ballerup og Tværvej, samt den tosporede motortrafikvej der åbner for trafik
- 14. juli – NASAs rumsonde New Horizons (2006) passerer Pluto og Charon med en hastighed af 50.000 km / timen. Rumsonden udforsker området i fem måneder indtil afstanden bliver for stor. Rumsonden vil da flyve videre mod Kuiperbæltet og til sidst forlade Solsystemet
- 20. juli - USA og Cuba genoptager diplomatiske forbindelser efter et halvt århundrede
- 25. juli - I Los Angeles åbnes Special Olympics World Summer Games 2015 med deltagelse af 177 nationer og 7.000 atleter

### August
- 6. august - Suez-kanalen udvides på en 35 km lang strækning, hvilket giver en markant reduktion af gennemsejlingstiden.
- 12. august – En lagerbygning, hvor der blev opbevaret kemikalier, eksploderer i Tianjin i det østlige Kina
- 14. august - USA's ambassade i Havana i Cuba åbner efter at have været lukket i 54 år
- 17. august - Bombeattentater i Bangkok, Thailand dræber mindst 20, overvejende turister, flere end 100 tilskadekomne.
- 20. august - Alexis Tsipras trækker sig som græsk premierminister, og udskriver nyvalg i Grækenland til afholdelse i september
- 21. august - De danske vælgere skal til folkeafstemning om retsforbeholdet 3. december i år.
- 27. august - 4. bind af Millenium-serien, der oprindeligt blev skrevet af Stieg Larsson, udgives.

### September
- 1. september - Færøerne afholder lagtingsvalg.
- 2. september - Andreas Mogensen rejser med Sojuz TMA-18M som den første dansker ud i rummet for at besøge Den Internationale Rumstation.
- 9. september – Elizabeth 2. af Storbritannien bliver den længst siddende britiske monark efter dronning Victoria.
- 12. september - Jeremy Corbyn vælges som ny partileder af det britiske Labour Party.
- 15. september - Folketingets ombudsmand afgør at der i Eritrea-sagen ikke er begået deciderede retsbrud, men udtaler kritik af sagen
- 15. september - Malcolm Turnbull erstatter Tony Abbott som partileder for Liberal Party, og bliver derved Australiens premierminister.
- 18. september - Japans øverste parlamentskammer vedtager en ny lovgivning som giver Japans forsvar lov til at deltage i militære operationer udenfor landets grænser.
- 20. september - SYRIZA genvinder sit flertal ved det græske parlamentsvalg
- 24. september - Under den årlige Hajj bliver over 700 mennesker mast ihjel i byen Mina, øst for Mekka i Saudi-Arabien
- 28. september - En særlig måneformørkelse, også kaldet blodmåne,[2] dækker det meste af Jorden.
- 29. september - Ovenpå en række skandaler trækker Carl Holst sig som forsvarsminister efter lidt over tre måneder på posten
- 30. september - Rusland involverer sig militært i Syrien på Assads side.

### Oktober
- 1. oktober - Sveriges Riksbank indfører nye pengesedler med bl.a. Pippi Langstrømpes "mor" Astrid Lindgren.

### November
- 12. november - Terrorangreb i Beirut med over 41 dræbte og over 200 sårede.
- 13. november - Terrorangreb i Paris med over 120 ofre.
- 24. november Første etape af Ring Nord O2 (Næstved) mellem Køgevej og Ringstedgade åbner for trafik.[3]

### December
- 12. december - Verdens regeringsledere forpligter sig på klimakonferencen COP-21 ved Parisaftalen til at foretage en reduktion af udledningen af klimagasser

## Forudsigelser og planlagte hændelser
- 1. juli – Jorden, Venus og Jupiter vil stå på linje.
- NASAs rumsonde Voyager 1 vil nå heliopausen
- 2015-målene, FNs udviklingsplan skal være færdigrealiseret.
- Internetfænomenet John Titor der skrev på forskellige BBS i årene 2000 og 2001, var angiveligt en tidsrejsende fra 2036 der stoppede forbi år 2000 på hans vej tilbage til år 1975. Ifølge ham starter den 3. verdenskrig i 2015.[4]
- 3. december Folkeafstemning i Danmark om at erstatte det såkaldte retsforbehold med en tilvalgsordning.

## Født
- 2. maj - Prinsesse Charlotte af Cambridge, britisk prinsesse
- 15. juni - Prins Nicolas af Sverige, svensk prins og Hertug af Ångermanland

## Nobelprisen
- Medicin: William C. Campbell og Satoshi Ōmura (for deres opdagelser i forbindelse med en ny terapi mod infektioner forårsaget af rundorme-parasitter, halvdelen af prisen) samt Youyou Tu (for hendes opdagelser i forbindelse med en ny terapi mod malaria, halvdelen af prisen).
- Kemi: Tomas Lindahl, Paul L. Modrich og Aziz Sancar (for mekanistiske studier af, hvordan DNA repareres i kroppen).
- Fysik: Takaaki Kajita og Arthur B. McDonald ("For opdagelsen af neutrinoers svingninger, som viser, at neutrinoer har masse").
- Økonomi: Angus Deaton (for hans analyse af forbrug, fattigdom og velfærd).
- Litteratur: Svetlana Aleksijevitj (for hendes mangestemmige værk, et monument over lidelse og mod i vor tid).
- Fredsprisen: Den tunesiske kvartet for national dialog (for dens afgørende bidrag til opbygningen af et pluralistisk demokrati i Tunesien i kølvandet på jasminrevolutionen 2011).

## Teknologi
- 17. juli – analog fjernsyn vil blive udfaset i Ukraine.
- 31. december – analog fjernsyn vil blive udfaset i Filippinerne.

## Økonomi
- G8-topmøde i Tyskland.

## Film
- 22. februar - Filmen Birdman modtager en Oscar for bedste film ved Oscaruddelingen.

- 12. marts – Biografpremiere på 9. april med bl.a. Pilou Asbæk. Filmen handler om danske soldater d. 9. april 1940[5]
- 11. juni – Biografpremiere på Jurassic World[6]
- 27. august - Biografpremiere på Sommeren '92 om landstræner Richard Møller Nielsen[7]
- 10. september - Biografpremiere på Krigen med Pilou Asbæk[8].
- 21. oktober udspilles noget af handlingen i Tilbage til fremtiden II (1989).
- 19. november – Biografpremiere på The Hunger Games: Mockingjay - Del 2[9]
- 3. december – Biografpremiere på Under sandet. Filmen handler om tyske krigsfanger, der skal rydde den jyske vestkyst for landminer efter Befrielsen i 1945[10].
- 16. december – Biografpremiere på Star Wars: The Force Awakens[11].

## Bøger
- Adolf Hitlers Mein Kampf vil indgå i public domain.

## Sport
- 15. januar – 1. februar – Herrernes VM i håndbold afholdes i Qatar.
- 1. – 17. maj – A-VM i Ishockey for herrer afholdes i Tjekkiet.
- 6. juni – UEFA Champions League finale.
- 6. juni – 5. juli – VM i fodbold for kvinder afholdes i Canada
- 17. november - efter 15 år på posten, stopper Morten Olsen med øjeblikkelig virkning, som træner for Danmarks fodboldlandshold. Olsen stopper efter en mislykket kvalifikation til Europamesterskabet 2016 i Frankrig
- 5. – 20. december – Kvindernes VM i håndbold afholdes i Danmark

## Musik
- 25. marts - Zayn Malik forlader det irsk-britiske boyband One Direction.
- 27. marts - X-Factor gruppen Ivarsson, Bang & Neumann(Thomas Blachmanns gruppe) kom på tredjepladsen, Jógvan(Lina Rafns finalist) kom på anden pladsen, og Emilie Esther(Remees finalist) vandt X-Factor finalen(2015) i Boxen, Herning
- 23. maj – Sverige vinder årets udgave af Eurovision Song Contest med sangen "Heroes" af Måns Zelmerlöw. Konkurrencen afholdes dette år i Wien, Østrig.

## Billeder
- Analogt fjernsyn, 1959
- USS Gerald R. Ford
- Voyager 1 i forhold til heliopausen
- Mein Kampf